# Bateria de José Mendes
A Bateria de José Mendes localizava-se na ponta de José Mendes, próximo à ilha das Vinhas, ao sul da antiga cidade do Desterro, atual Florianópolis, no litoral do estado de Santa Catarina, no Brasil.
SOUZA (1885) computa esta bateria incorretamente como Bateria de João Mendes, referindo que a sua posição se acha indicada na (então) moderna planta da cidade [do Desterro], traçada pelo Major Antônio Florêncio Pereira do Lago (op. cit., p. 126), nomeada neste levantamento apenas como Antiga Trincheira.
A Ponta de José Mendes fica muito próxima de outra, denominada Ponta das Almas, segundo o mesmo mapa de 1876 e também segundo outros autores (VÁRZEA, 1900: 84). Por isso, há uma dúvida se a Bateria de José Mendes poderia ser o mesmo Forte da Ponta das Almas, citado em relatório do engenheiro Sepúlveda Everard, em 1841, ou se efetivamente se tratam de duas fortificações diferentes.
O antigo topônimo Ponta das Almas, não deve ser, portanto, confundido com aquele outro pelo qual é conhecida hoje uma localidade da Lagoa da Conceição, assim nominada em época bem mais recente.